# Joel Joan
Joel Joan i Juvé, né le 2 novembre 1970 à Barcelone, est un acteur, scénariste et réalisateur catalan. 

## Biographie
Joel Joan i Juvé est né le 2 novembre 1970 à Barcelone.
Il étudie l'art dramatique à l'Institut del Teatre de Barcelone. Il commence sa carrière au théâtre, dans des œuvres dirigées par Calixto Bieito (Somni d'una nit d'estiu de Shakespeare), Sergi Belbel (La filla del mar, L'Avare de Molière) et Rosa Maria Sardà (Fugaç). Il est l'un des membres fondateurs de la compagnie théâtrale Kràmpack, créée en 1994, et est l'administrateur d'Arriska Films depuis l'année 2000.
En 1999, Joel Joan devient célèbre pour son rôle de "David" dans la série de TV3 Plats bruts.
Il est le président de l'Académie du cinéma catalan lors de sa fondation en 2008.
Il est également à l'origine de la plateforme Sobirania i Progrés, un mouvement en faveur de l'indépendance de la Catalogne.

## Interprétations notables

### Théâtre
- Fum, fum, fum
- Kràmpack
- L'Avare
- Sóc lletja
- Excuses!
- Glengarry Glen Ross
- Ets aquí?

### Télévision
- Poblenou
- Rosa
- Periodistas
- Plats bruts
- Porca Misèria
- El Crack

### Cinéma
- Monturiol, el senyor del mar de Francesc Bellmunt : acteur.
- Rosita please de Ventura Pons : acteur.
- Excuses! : réalisateur.
- Salvador, 2006 : acteur.
- Fénix 11.23, 2013 : réalisateur

### Radio
- El món a RAC1 de RAC 1.

### Livres
- Despullats (2003), avec Víctor Alexandre.